# Erioptera (Mesocyphona) cynthia
Erioptera (Mesocyphona) cynthia is een tweevleugelige uit de familie steltmuggen (Limoniidae). De soort komt voor in het Neotropisch gebied.